# 云南红塔足球俱乐部
云南红塔足球俱乐部，是一家已经解散的中国职业足球俱乐部。

## 概述
俱乐部的前身为1996年由民营企业家利焕南牵头成立的深圳金鹏，当年即冲入甲B联赛。1997年赛季结束后，球队被红塔集团收购迁移，改名为云南红塔，成为云南省第一支职业足球俱乐部，1998年继续參加甲B联赛，2000年开始參加甲A联赛。
2003年「末代甲A」，球队獲第七名的不错成绩。但是年底，俱乐部的中超资格却被转卖给刚刚降级的重庆力帆足球俱乐部，只有一部分球员被重庆接纳。
一些未被收入新俱乐部的原红塔预备队成员曾经组成新的云南丽江东巴足球俱乐部，参加乙级联赛，但是由于历年冲甲未果，于2007年解散。

## 俱乐部荣誉
| 榮譽            | 次數     | 年度           |
| 本土联赛        | 本土联赛 | 本土联赛       |
| --------------- | -------- | -------------- |
| 预备队联赛 冠軍 | 2        | 2002年，2003年 |

## 著名球员
| - 区楚良 - 魏群 - 石俊 - 周挺 - 王霄 - 刘越 - 舒马赫 - 基里亚科夫 |

## 外部連結
- 云南红塔（页面存档备份，存于）
- 红塔退出中国足坛（页面存档备份，存于）